# Xenophantosz (zenész)
Xenophantosz  (Kr. e. 4. század), fuvolajátékos, aki Plutarkhosz közlése szerint játékával annyira fel tudta lelkesíteni Nagy Sándort, hogy fegyvert ragadott.